# Adam Foote
Pour les articles homonymes, voir Foote.
Adam David Vernon Foote (né le 10 juillet 1971 à Toronto en Ontario au Canada) est un joueur professionnel canadien de hockey sur glace. Il évoluait au poste de défenseur.

## Biographie

### Son enfance et ses débuts
Adam Foote est né le 10 juillet 1971 à Toronto, ville située dans la province de l'Ontario au Canada. Il grandit en idôlant Börje Salming. Il joue au hockey mineur dans l'équipe de Brooklin à Whitby dans l’Ontario Minor Hockey Association aux côtés de Keith Primeau.
Par la suite, il est repêché par les Greyhounds de Sault Ste. Marie de la Ligue de hockey de l'Ontario au deuxième tour, 21e rang, lors du repêchage de 1988. Lors de sa première saison, en 1988-1989, Foote joue l'intégralité de la saison mais les Greyhounds ne parviennent pas à se qualifier pour les séries éliminatoires. Lors du repêchage d'entrée de la Ligue nationale de hockey, les Nordiques de Québec réclament Foote en tant que 22e joueur sélectionné mais il continue avec son équipe junior. L'équipe de Sault-Sainte-Marie rate encore une fois les séries en 1990 mais les résultats sont encore pires que ceux de l'année précédente : ils totalisent seulement 18 victoires en 66 parties en.
Au lieu de rejoindre la LNH, Foote joue une autre saison dans la LHO afin de progresser. Lors des 59 matchs de la saison régulière, il totalise 69 points, un record personnel pour le défenseur des Greyhounds dans la LHO. Premiers de leur division, les Greyhounds, entraînés par Ted Nolan, passent les trois rondes des séries éliminatoires pour accéder à la finale ; l'équipe de Sault-Sainte-Marie gagne la finale 4 matchs à 2 contre les Generals d'Oshawa. Ils représentent par la suite la LHO lors de la Coupe Memorial 1991 mais sans succès, l'équipe perd les trois matchs et sont éliminés. Foote est élu dans la première équipe d'étoiles de la LHO.

### Les Nordiques de Québec
Foote joue sa première saison professionnelle en 1991-1992 dans la Ligue américaine de hockey avec le maillot des Citadels d'Halifax, club-école des Nordiques de Québec. Il joue six matchs et récolte une passe avant d'être rappelé par les Nordiques. Il joue son premier match dans la LNH le 19 octobre 1991 dans une défaite 6-1 contre les Red Wings de Détroit. Lors d'une victoire 5-2 contre les Canadiens de Montréal le 21 novembre, Foote réalise son premier point dans la LNH pour une passe puis il marque son premier but le 14 janvier contre les Flames de Calgary contre Mike Vernon. Malgré tout, les Nordiques terminent derniers de la division Adams et sont éliminés de la course aux séries éliminatoires.
La saison suivante, les Nordiques se qualifient pour la première fois depuis 1987 pour les séries éliminatoires de la Coupe Stanley avec la deuxième place de la division en réalisant la meilleure performance de son histoire avec 104 points à l'issue de la saison. Foote joue 81 matchs, ne ratant que trois parties, et il est deuxième de son équipe sur les minutes de pénalité avec 168, le premier étant Owen Nolan avec 185 minutes. L'équipe est néanmoins éliminée dès le premier tour des séries par les futurs vainqueurs de la Coupe Stanley, les Canadiens de Montréal 4 matchs à 2.
L'équipe ne parvient pas à se qualifier pour les séries en 1993-1994, alors que Foote ne joue que 45 matchs. Par la suite, les Nordiques remportent le titre de division en 1994-1995, saison écourtée par un lock-out, et le défenseur joue 35 matchs pour sept mentions d'aide. 

### L'Avalanche du Colorado

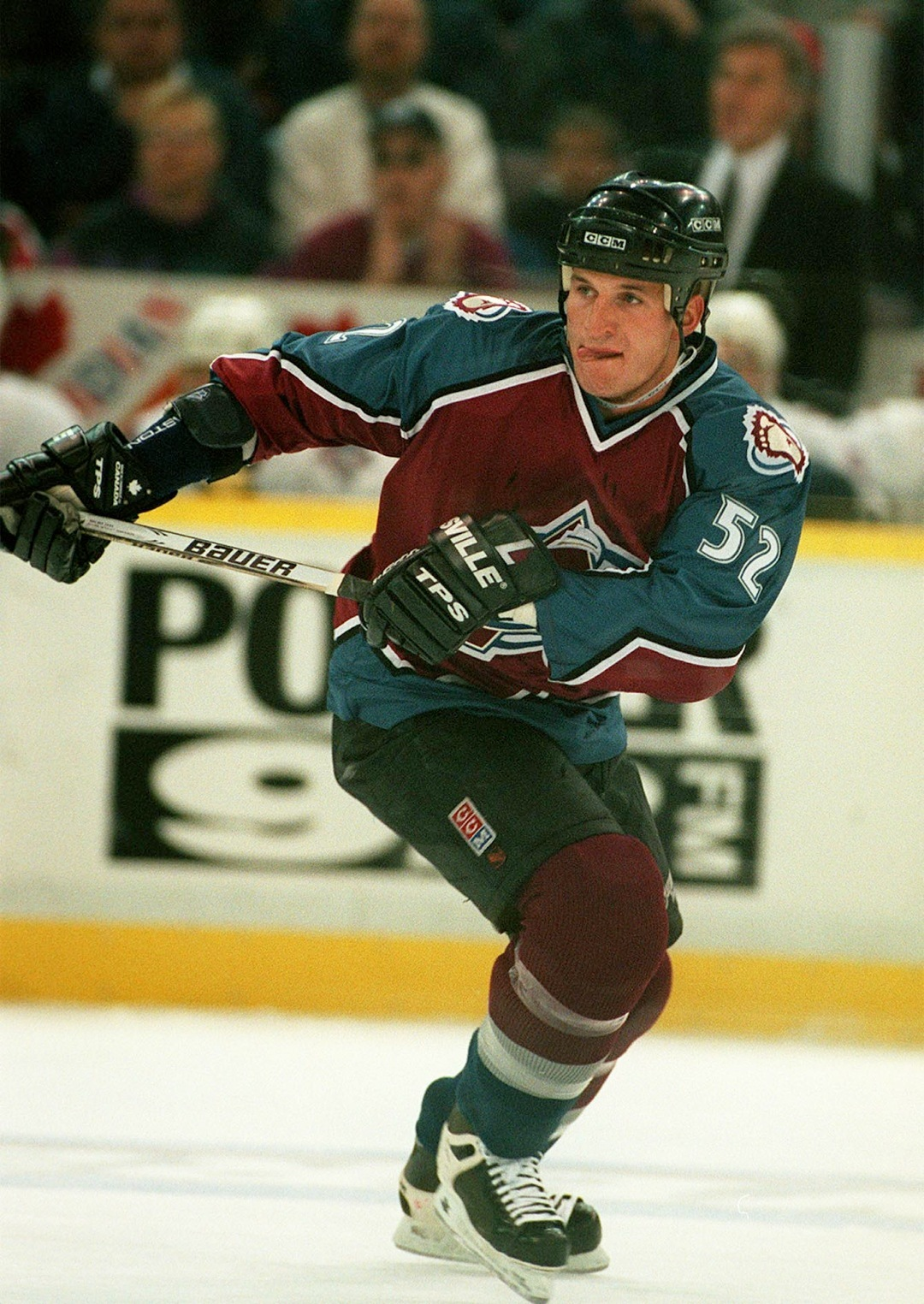
Adam Foote en octobre 1997.

En 1995, les Nordiques déménagent à Denver pour devenir l'Avalanche du Colorado. Foote joue 73 parties et totalise 5 buts et 11 passes. L'Avalanche remporte la division Pacifique mais se classe deuxième derrière les Red Wings de Détroit dans l'association de l'Ouest. En séries éliminatoires, lors du premier match de la série contre les Canucks de Vancouver, Foote inscrit son premier point des séries ; une passe sur le but de Forsberg pour la victoire 5-2 des siens. L'équipe élimine tour à tour les Canucks, les Blackhawks de Chicago puis les Red Wings de Détroit pour retrouver les Panthers de la Floride en finale de la Coupe Stanley. Foote soulève la Coupe après que l'Avalanche ait battu les Panthers 4 matchs à 0. Foote joue les 22 matchs des Avs lors de ces séries et récolte quatre points, dont un but et trois aides.
Avant le début de la saison 1996-1997, la LNH organise une nouvelle compétition internationale : la Coupe du monde. Alors que le Canada joue cette première édition, Foote fait partie de l'équipe. Le Canada perd la finale aux mains des États-Unis dans une série de trois matchs. L'Avalanche commence la saison LNH en tant que champion de la Coupe Stanley en titre et continue sur sa lancée. En effet, à la fin du calendrier de la saison régulière, ils comptent 107 points pour le plus haut total de la ligue et remportent le trophée des présidents attribué à la meilleure équipe de la saison régulière. Foote marque deux buts en plus d'ajouter 19 aides en 78 matchs. En finale d'association, les Avs s'inclinent contre les Red Wings de Détroit, futurs vainqueurs de la Coupe Stanley.
L'équipe 1997-1998 de l'Avalanche finit avec 95 points, à la première place de la division mais à la quatrième place de l'Association de l'Ouest derrière les Stars, les Red Wings et les Blues de Saint-Louis. En février 1998, ont lieu les Jeux olympiques à Nagano au Japon. Pour la première fois dans l'histoire du hockey, la LNH réalise une pause dans son calendrier pour permettre à « ses » joueurs d'y participer. C'est ainsi que dix joueurs en plus de l'entraîneur de l'équipe du Colorado prennent l'avion pour rejoindre l'Asie. Après une défaite en demi-finale contre la République tchèque, Foote et le Canada perdent la finale pour la médaille de bronze contre la Finlande et les joueurs canadiens quittent le Japon sans médaille. Foote termine la saison 1997-1998 avec 3 buts et 14 aides en 77 matchs alors que le Colorado perd au premier tour des séries contre les Oilers d'Edmonton.
La saison suivante, Foote manque quinze matchs en raison d'une blessure au coude. Il joue 69 matchs au cours desquels il réalise 21 points et un différentiel plus-moins à +20, soit le meilleur parmi les défenseurs de l'Avalanche. Qualifiés pour les séries avec la première place de la division Nord-Ouest, les joueurs de Colorado sont éliminés en finale de l'Association de l'Ouest contre les champions de la saison régulière, les Stars de Dallas.
Lors de la saison 1999-2000, Foote joue son 500e match en carrière dans la LNH le 5 octobre 1999, lors du premier match de la saison contre les Predators de Nashville. Sa saison est toutefois limitée à 59 matchs en raison de diverses blessures ; il manque 23 matchs en raison d'une contusion à l'épaule subie le 21 octobre, une blessure aux côtes qui lui coûte 8 matchs et enfin une dernière blessure à l'aine qui lui fait manquer 6 rencontres. L'équipe termine une nouvelle fois en tête de sa division mais perd de nouveau au troisième tour contre les Stars.
Il manque plus de la moitié de la saison 2000-2001 en raison d'une blessure au talon puis à l'épaule et ne joue que 35 matchs au cours de cette saison. Les Avs, champions de la saison régulière, parviennent à se rendre jusqu'en finale de la Coupe Stanley et croisent le fer avec les Devils du New Jersey, champions en titre de la Coupe. Lors du sixième match de la finale, Foote inscrit le premier but du match qui s'avère être le but vainqueur en plus d'ajouter deux aides et permet à l'Avalanche de remporte le match 4-0. L'Avalanche remporte une deuxième Coupe Stanley après avoir vaincu les Devils 3-1 lors du septième match. Le numéro 52 a été assisté du deuxième but du match marqué par Alex Tanguay. Il réalise au cours de la postsaison sept points, dont trois buts et quatre aides, en 23 matchs.
Il est une nouvelle fois affecté par les blessures en 2001-2002, lorsqu'il manque le début de la saison, alors qu'il se remet d'une opération à l'épaule. En 55 matchs, il réalise 27 points pour cinq buts et 22 aides. D'un point de vue collectif, l'Avalanche termine la saison à la première place de sa division et deuxième dans l'Association de l'Ouest mais sont éliminés au troisième tour par les Red Wings. Au cours des séries, il s'est classé deuxième sur les tirs bloqués avec 55.
Foote parvient à jouer la saison 2002-2003 en santé en jouant 78 matchs en plus de réaliser des sommets personnels au niveau des buts (11), des points (31) et du différentiel plus-moins (+30). Il inscrit son 200e point dans la LNH le 22 mars lors d'un match contre les Blackhawks de Chicago. L'Avalanche est championne dans sa division pour un neuvième saison consécutive mais est éliminée au premier tour des séries contre le Wild du Minnesota. La saison suivante, en janvier, il parvient à réaliser au moins un point durant cinq matchs consécutifs. Il marque également son premier doublé en carrière le 10 mars contre les Oilers d'Edmonton, son deuxième but du match étant le but victorieux en période de prolongation. Côté collectif, l'Avalanche ne termine pas en tête de sa division pour la première fois depuis 1994 et perd au deuxième tour face aux Sharks de San José.

### Les Blue Jackets de Columbus puis retour avec l'Avalanche
Alors qu'un lock-out annule la saison 2004-2005, Foote ne joue pas au cours de cette saison. La LNH reprend ses activités lors de l'intersaison 2005 et Foote est laissé libre par l'Avalanche après avoir joué 13 saisons avec la franchise. Le 1er août 2005, il signe un contrat de trois ans de 13,5 millions de dollars avec les Blue Jackets de Columbus et en décembre de la même année, il prend la suite de Luke Richardson en tant que quatrième capitaine de l'histoire du club. En février 2006, Foote part à Turin à l'occasion des Jeux olympiques, faisant partie de l'équipe olympique canadienne pour la troisième fois. Les joueurs canadiens ne parviennent pas à réaliser leurs exploits de 2002, si bien qu'ils finissent à la septième place après avoir perdu contre la Russie en quarts de finale.
Le 26 février 2008, après avoir joué deux saisons et demie avec les Blue Jackets, Foote retourne avec l'Avalanche à la suite d'un échange. Le 11 septembre 2009, il est nommé capitaine de l'Avalanche devenant ainsi le deuxième capitaine, après Joe Sakic depuis le déménagement des Nordiques de Québec au Colorado. Il est le dernier joueur actif à avoir évolué pour les Nordiques.

### Carrière internationale
Il a représenté le Canada dans les compétitions suivantes :
- Coupe du monde de hockey : 1996 et 2004 (médaille d'or)
- Jeux olympiques:
  - 2002 à Salt Lake City (États-Unis) ( médaille d'or)
  - 2006 à Turin (Italie)

## Statistiques

### En club
| Saison     | Équipe                           | Ligue      |       | Saison régulière | Saison régulière | Saison régulière | Saison régulière | Saison régulière | Saison régulière |   | Séries éliminatoires | Séries éliminatoires | Séries éliminatoires | Séries éliminatoires | Séries éliminatoires | Séries éliminatoires |
| Saison     | Équipe                           | Ligue      | PJ    | B                | A                | Pts              | Pun              | +/-              | PJ               | B | A                    | Pts                  | Pun                  | +/-                  |                      |                      |
| 1988-1989  | Greyhounds de Sault-Sainte-Marie | LHO        | 66    | 7                | 31               | 38               | 120              |                  | -                | - | -                    | -                    | -                    | -                    |                      |                      |
| 1989-1989  | Greyhounds de Sault-Sainte-Marie | LHO        | 61    | 12               | 43               | 55               | 199              |                  | -                | - | -                    | -                    | -                    | -                    |                      |                      |
| 1990-1991  | Greyhounds de Sault-Sainte-Marie | LHO        | 59    | 18               | 51               | 69               | 93               |                  | 14               | 5 | 12                   | 17                   | 28                   |                      |                      |                      |
| 1991-1992  | Citadels d'Halifax               | LAH        | 6     | 0                | 1                | 1                | 2                |                  | -                | - | -                    | -                    | -                    | -                    |                      |                      |
| 1991-1992  | Nordiques de Québec              | LNH        | 46    | 2                | 5                | 7                | 44               | -4               | -                | - | -                    | -                    | -                    | -                    |                      |                      |
| 1992-1993  | Nordiques de Québec              | LNH        | 81    | 4                | 12               | 16               | 168              | +6               | 6                | 0 | 1                    | 1                    | 2                    | -3                   |                      |                      |
| 1993-1994  | Nordiques de Québec              | LNH        | 45    | 2                | 6                | 8                | 67               | +3               | -                | - | -                    | -                    | -                    | -                    |                      |                      |
| 1994-1995  | Nordiques de Québec              | LNH        | 35    | 0                | 7                | 7                | 52               | +17              | 6                | 0 | 1                    | 1                    | 14                   | -3                   |                      |                      |
| 1995-1996  | Avalanche du Colorado            | LNH        | 73    | 5                | 11               | 16               | 88               | +27              | 22               | 1 | 3                    | 4                    | 36                   | +11                  |                      |                      |
| 1996-1997  | Avalanche du Colorado            | LNH        | 78    | 2                | 19               | 21               | 135              | +16              | 17               | 0 | 4                    | 4                    | 62                   | +3                   |                      |                      |
| 1997-1998  | Avalanche du Colorado            | LNH        | 77    | 3                | 14               | 17               | 124              | -3               | 7                | 0 | 0                    | 0                    | 23                   | -1                   |                      |                      |
| 1998-1999  | Avalanche du Colorado            | LNH        | 64    | 5                | 16               | 21               | 92               | +20              | 19               | 2 | 3                    | 5                    | 24                   | +3                   |                      |                      |
| 1999-2000  | Avalanche du Colorado            | LNH        | 59    | 5                | 13               | 18               | 98               | +5               | 16               | 0 | 7                    | 7                    | 28                   | +6                   |                      |                      |
| 2000-2001  | Avalanche du Colorado            | LNH        | 35    | 3                | 12               | 15               | 42               | +6               | 23               | 3 | 4                    | 7                    | 47                   | +5                   |                      |                      |
| 2001-2002  | Avalanche du Colorado            | LNH        | 55    | 5                | 22               | 27               | 55               | +7               | 21               | 1 | 6                    | 7                    | 28                   | -2                   |                      |                      |
| 2002-2003  | Avalanche du Colorado            | LNH        | 78    | 11               | 20               | 31               | 88               | +30              | 6                | 0 | 1                    | 1                    | 8                    | +2                   |                      |                      |
| 2003-2004  | Avalanche du Colorado            | LNH        | 73    | 8                | 22               | 30               | 87               | +13              | 11               | 0 | 4                    | 4                    | 10                   | -2                   |                      |                      |
| 2005-2006  | Blue Jackets de Columbus         | LNH        | 65    | 6                | 16               | 22               | 89               | -16              | -                | - | -                    | -                    | -                    | -                    |                      |                      |
| 2006-2007  | Blue Jackets de Columbus         | LNH        | 59    | 3                | 9                | 12               | 71               | -17              | -                | - | -                    | -                    | -                    | -                    |                      |                      |
| 2007-2008  | Blue Jackets de Columbus         | LNH        | 63    | 1                | 14               | 15               | 95               | +3               | -                | - | -                    | -                    | -                    | -                    |                      |                      |
| 2007-2008  | Avalanche du Colorado            | LNH        | 12    | 0                | 1                | 1                | 12               | -1               | 10               | 0 | 0                    | 0                    | 6                    | -6                   |                      |                      |
| 2008-2009  | Avalanche du Colorado            | LNH        | 42    | 1                | 6                | 7                | 30               | -12              | -                | - | -                    | -                    | -                    | -                    |                      |                      |
| 2009-2010  | Avalanche du Colorado            | LNH        | 67    | 0                | 9                | 9                | 64               | +8               | 6                | 0 | 1                    | 1                    | 10                   | -4                   |                      |                      |
| 2010-2011  | Avalanche du Colorado            | LNH        | 47    | 0                | 8                | 8                | 33               | -9               | -                | - | -                    | -                    | -                    | -                    |                      |                      |
| Totaux LNH | Totaux LNH                       | Totaux LNH | 1 154 | 66               | 242              | 308              | 1 534            | +99              | 170              | 7 | 35                   | 42                   | 298                  | +9                   |                      |                      |

### En équipe nationale
| Année | Équipe | Compétition     |   | PJ | B | A | Pts | Pun               |  | Résultat |
| 1990  | Canada | -               | 3 | 1  | 0 | 1 | 0   |                   |  |          |
| 1996  | Canada | Coupe du monde  | 8 | 1  | 0 | 1 | 16  | Médaille d'argent |  |          |
| 1998  | Canada | Jeux olympiques | 6 | 0  | 1 | 1 | 4   | Quatrième place   |  |          |
| 2002  | Canada | Jeux olympiques | 6 | 1  | 0 | 1 | 2   | Médaille d'or     |  |          |
| 2004  | Canada | Coupe du monde  | 6 | 0  | 3 | 3 | 0   | Médaille d'or     |  |          |
| 2006  | Canada | Jeux olympiques | 6 | 0  | 1 | 1 | 6   | Septième place    |  |          |

## Transactions en carrière
- 17 juin 1989 : repêché par les Nordiques de Québec au deuxième tour, 22e rang,
- 1er août 2005 : signe en tant qu'agent libre avec les Blue Jackets de Columbus.
- 26 février 2008 : échangé à l'Avalanche en retour d'un choix de premier tour au repêchage de 2008 (Luca Sbisa) et un choix conditionnel au repêchage de 2009.

## Trophées et honneurs personnels
- Ligue de hockey de l'Ontario
  - première équipe d'étoiles - 1991
- Ligue nationale de hockey

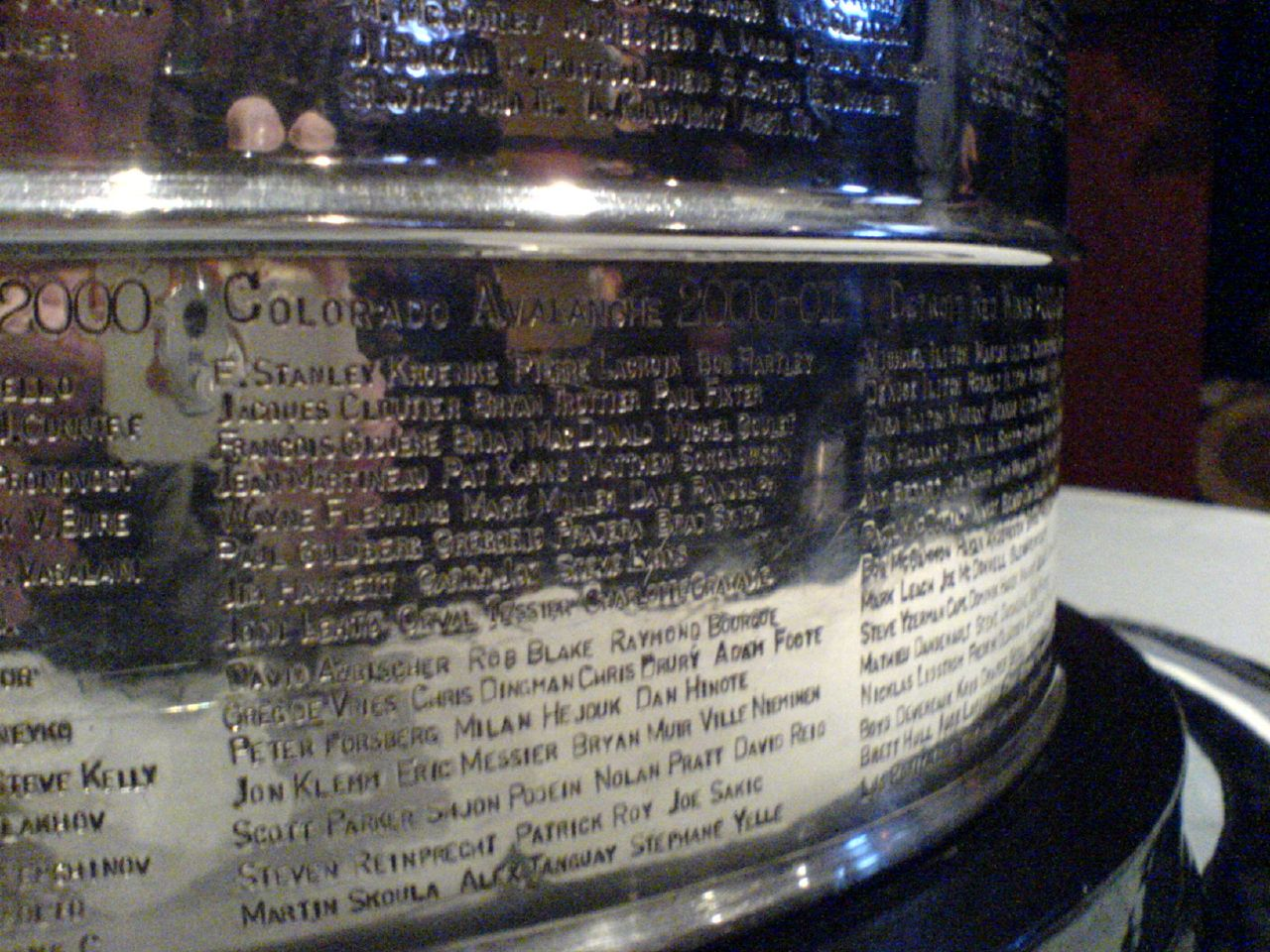
La Coupe Stanley gravée du noms des joueurs de l'Avalanche du Colorado vainqueurs en 2001.

  - Champion de la Coupe Stanley : 1996 et 2001 avec l'Avalanche du Colorado